# Alchemilla venulosa
Alchemilla venulosa é uma espécie de rosácea do gênero Alchemilla, pertencente à família Rosaceae.